# Frederik Fuglsang
Frederik Fuglsang (Vamdrup, 12 dicembre 1887 – 2 aprile 1953) è stato un direttore della fotografia danese che lavorò a lungo in Germania.

## Biografia
Fuglsang iniziò la sua carriera di direttore della fotografia in Danimarca dove, nel 1911, andò a lavorare alla Nordisk. Lì, fece il capo operatore per due anni.

## Filmografia
- Et Haremsæventyr, regia di Holger-Madsen - cortometraggio (1915)
- Den lille Chauffør, regia di August Blom - cortometraggio (1915)
- To Mand frem for en Enke, regia di Lau Lauritzen - cortometraggio (1915)
- En slem Dreng, regia di Lau Lauritzen - cortometraggio (1915)
- Carl Alstrups Kærlighed paa Aktier, regia si Lau Lauritzen - cortometraggio (1915)
- En Vandgang, regia di Lau Lauritzen - cortometraggio (1915)
- En Skilsmisse, regia di Lau Lauritzen - cortometraggio (1915)
- Kærlighed pr. Flytteomnibus, regia di Lau Lauritzen - cortometraggio (1915)
- En Kone søges, regia di Lau Lauritzen - cortometraggio (1915)
- Den tapre Svigermoder, regia di Lau Lauritzen - cortometraggio (1915)
- Alle Kneb gælder, regia di Lau Lauritzen - cortometraggio (1915)
- Arvetanten, regia di Lau Lauritzen - cortometraggio (1916)
- En uheldig skygge, regia di Lau Lauritzen (1916)
- Sommer-Kærlighed, regia di Lau Lauritzen - cortometraggio (1916)
- Hønseministerens Besøg, regia di Lau Lauritzen - cortometraggio (1916)
- En dejlig Dag, regia di Lau Lauritzen - cortometraggio (1916)
- Studentens glade Liv, regia di Lau Lauritzen - cortometraggio (1916)
- En nydelig onkel, regia di Lau Lauritzen - cortometraggio (1916)
- Vidunderhunden, regia di Lau Lauritzen (1916)
- Det Bertillonske System, regia di Lau Lauritzen - cortometraggio (1916)
- I tjenstlig Øjemed, regia di Lau Lauritzen - cortometraggio (1916)
- Der rote Streifen, regia di Urban Gad (1916)
- Trolden i Æsken, regia di Lau Lauritzen - cortometraggio (1916)
- Askepot, regia di Lau Lauritzen - cortometraggio (1917)
- Den ny Kokkepige, regia di Lau Lauritzen - cortometraggio (1917)
- Hans Trutz nel paese di cuccagna (Hans Trutz im Schlaraffenland o Im Schweisse Deines Angesichts sollst Du Dein Brot essen), regia di Paul Wegener (1917)
- Lulu, regia di Alexander Antalffy (1917)
- Himmelskibet, regia di Holger-Madsen (1918)
- Der fremde Fürst, regia di Paul Wegener (1918)
- Der Rattenfänger von Hameln, regia di Paul Wegener (1918)
- Apokalypse, regia di Rochus Gliese - cortometraggio (1918)
- Der Mann der Tat, regia di Victor Janson (1919)
- Der Galeerensträfling, regia di Rochus Gliese e Paul Wegener (1919)
- Tod aus Osten, regia di Martin Hartwig (1919)
- De Profundis, regia di Georg Jacoby (1919)
- Vendetta indiana (Indische Rache), regia di Georg Jacoby e Léo Lasko (1920)
- Brigantenliebe, regia di Martin Hartwig e Willi Wolff (1920)
- Mascotte, regia di Felix Basch (1920)
- Der Mann ohne Namen - 1. Der Millionendieb, regia di Georg Jacoby (1921)
- Der Mann ohne Namen - 2. Der Kaiser der Sahara, regia di Georg Jacoby (1921)
- Der Mann ohne Namen - 7. Gelbe Bestien, regia di Georg Jacoby (1921)
- Der Mann ohne Namen - 4. Die goldene Flut, regia di Georg Jacoby (1921)
- Der Mann ohne Namen - 5. Der Mann mit den eisernen Nerven, regia di Georg Jacoby (1921)
- Der Mann ohne Namen - 6. Der Sprung über den Schatten, regia di Georg Jacoby (1921)
- Seine Exzellenz von Madagaskar. 1. Das Mädchen aus der Fremde, regia di Georg Jacoby (1922)
- Seine Exzellenz von Madagaskar. 2. Stubbs, der Detektiv, regia di Georg Jacoby (1922)
- Vanina (Vanina oder Die Galgenhochzeit), regia di Arthur von Gerlach (1922)
- Macht der Versuchung, regia di Paul L. Stein (1922)
- Lucrezia Borgia, regia di Richard Oswald (1922) - non accreditato
- Nora, regia di Berthold Viertel (1923)
- Seine Frau, die Unbekannte, regia di Benjamin Christensen (1923)
- Der Evangelimann, regia di Holger-Madsen (1924)
- Ein Traum vom Glück, regia di Paul L. Stein (1924)
- Der geheime Agent, regia di Erich Schönfelder (1924)
- Liebesbriefe der Baronin von S..., regia di Henrik Galeen (1924)
- Frauen, die man oft nicht grüßt, regia di Frederic Zelnik (1925)
- Briefe, die ihn nicht erreichten, regia di Frederic Zelnik (1925)
- Das Geheimnis der alten Mamsell , regia di Paul Merzbach (1925)
- Der Bankkrach unter den Linden, regia di Paul Merzbach (1926)
- Il mulino di San Souci (Die Mühle von Sanssouci), regia di Siegfried Philippi e Frederic Zelnik (1926)
- Die Försterchristel, regia di Frederic Zelnik (1926)
- An der schönen blauen Donau, regia di Frederic Zelnik (1926)
- Der Veilchenfresser, regia di Frederic Zelnik (1926)
- Die lachende Grille, regia di Frederic Zelnik (1926)
- Der Zigeunerbaron, regia di Frederic Zelnik (1927)
- Die Weber, regia di Frederic Zelnik (1927)
- Das tanzende Wien, regia di Frederic Zelnik (1927)
- Raza de hidalgos, regia di Tony D'Algy (1927)
- Teresa Raquin (Thérèse Raquin), regia di Jacques Feyder (1928)
- Der Herzensphotograph, regia di Max Reichmann (1928)
- Der Ladenprinz, regia di Erich Schönfelder (1928)
- Die Heilige und ihr Narr, regia di William Dieterle (1928)
- Ritter der Nacht, regia di Max Reichmann (1928)
- Mein Herz ist eine Jazzband, regia di Frederic Zelnik (1929)
- Der rote Kreis, regia di Frederic Zelnik (1929)
- La voce del sangue (Vererbte Triebe: Der Kampf ums neue Geschlecht), regia di Gustav Ucicky (1929)
- Peter der Matrose, regia di Reinhold Schünzel (1929)
- Meine Schwester und ich, regia di Manfred Noa (1929)
- Il cane di Baskerville (Der Hund von Baskerville), regia di Richard Oswald (1929)
- Hallo! Afrika forude!, regia di Lau Lauritzen (1929)
- Mein Herz gehört Dir..., regia di Max Reichmann (1930)
- Es kommt alle Tage vor..., regia di Hans Natge e Adolf Trotz (1930)
- Die Jugendgeliebte, regia di Hans Tintner (1930)
- Moral um Mitternacht, regia di Marc Sorkin (1930)
- Il capitano di corvetta (Der Korvettenkapitän), regia di Rudolf Walther-Fein (1930)
- Albergo di frontiera (Leutnant warst Du einst bei deinen Husaren), regia di Manfred Noa (1930)
- Mon coeur incognito, regia di André-Paul Antoine e Manfred Noa (1931)
- Das Schicksal der Renate Langen, regia di Rudolf Walther-Fein (1931)
- Anima di clown (Grock), regia di Carl Boese (1931)
- Grock, regia di Carl Boese e Joë Hamman (1931)
- Elisabetta d'Austria (Elisabeth von Österreich), regia di Adolf Trotz (1931)
- Il fascino dello spazio (Gloria), regia di Hans Behrendt (1931)
- Schützenfest in Schilda, regia di Adolf Trotz (1931)
- Gloria, regia di Hans Behrendt (1931)
- Nachtkolonne, regia di James Bauer (1932)
- Alala, regia di Adolf Trotz (1934)
- Eine Seefahrt, die ist lustig, regia di Alwin Elling (1935)
- Sinfonía vasca, regia di Adolf Trotz - cortometraggio (1936)
- Unter dem Pantoffel. Ein lustiges Abenteuer, regia di Kurt Rupli - cortometraggio (1936)
- Die Mühle von Werbellin, regia di Fritz Genschow - cortometraggio (1937)
- Ikaruskinder, regia di Fritz Genschow - cortometraggio (1938)
- Es surren die Spindeln, regia di Uwe Behrens - cortometraggio (1938)
- La sposa dei Re, regia di Duilio Coletti (1938)
- Drops wird Flieger, regia di Fritz Genschow - cortometraggio (1938)